# WISE 0458+6434
WISE 0458+6434 (officieel WISEPC J045853.90+643451.9) is een tweevoudige ster in het sterrenbeeld Camelopardalis, met magnitude in J van +17,50 en +18,48 en met een spectraalklasse van T8.5 en T9.5. De ster bevindt zich 29,9 lichtjaar van de zon.